# مذبحة الإيغبو 1966
مذبحة الإيغبو 1966 كانت سلسلة من المذابح المرتكبة ضد الإيغبو وغيرهم من الأشخاص من أصل نيجيري جنوبي يعيشون في شمال نيجيريا ابتداءً من مايو 1966 ووصلت إلى ذروتها بعد 29 سبتمبر 1966. تشير التقديرات إلى مقتل ما بين 8.000 و30.000 إيجبو وشرقي. وفر مليون إيجبو آخر من المنطقة الشمالية إلى الشرق. ردا على عمليات القتل تم ذبح بعض الشماليين في بورت هاركورت ومدن شرقية أخرى. أدت هذه الأحداث إلى انفصال المنطقة الشرقية النيجيرية وإعلان جمهورية بيافرا، مما أدى في النهاية إلى الحرب الأهلية النيجيرية.

## التاريخ

### تسلسل الأحداث
وقعت الأحداث في سياق الانقلابات العسكرية وتمهيدًا للحرب الأهلية النيجيرية. كانت الأسباب المباشرة للمجازر هي الانقلاب النيجيري في يناير 1966 بقيادة ضباط من الإيغبو الشباب. معظم السياسيين وكبار ضباط الجيش الذين قتلوا على أيديهم كانوا شماليين لأن الشماليين كانوا الأغلبية في حكومة نيجيريا، بما في ذلك رئيس الوزراء أبو بكر تافاوا باليوا وأحمدو بيلو سارداونا من سوكوتو. عارض الانقلاب ضباط كبار آخرون في الجيش. أوقف ضابط الإيغبو أغويي إيرونسي الانقلاب في لاغوس بينما أوقف ضابط إيغبو آخر إيميكا إيجوكا الانقلاب في الشمال. ثم تولى أغويي إيرونسي السلطة، مما أجبر الحكومة المدنية على التنازل عن السلطة. أسس حكومة عسكرية بقيادة نفسه كقائد أعلى. في الأشهر التي أعقبت الانقلاب لوحظ على نطاق واسع أن أربعة من قادة الجيش الخمسة الذين نفذوا الانقلاب كانوا إيغبو وأن الجنرال الذي تولى السلطة كان إيغبو أيضًا. خشي الشماليون من أن الإيغبو قد شرعوا في السيطرة على البلاد. ردا على ذلك نفذ الضباط الشماليون الانقلاب النيجيري المضاد في يوليو 1966 والذي قتل فيه بشكل منهجي 240 من أفراد الجيش الجنوبي، ثلاثة أرباعهم من الإيبو، بالإضافة إلى الآلاف من المدنيين من أصل جنوبي يعيشون في الشمال. في أعقاب ذلك تولى ياكوبو جوون وهو من الشمال قيادة الحكومة العسكرية. في هذه الخلفية أدت الخصومات العرقية المتزايدة إلى مزيد من المجازر.
انتشرت المذابح على نطاق واسع في الشمال وبلغت ذروتها في 29 مايو و29 يوليو و29 سبتمبر 1966. وبحلول الوقت الذي انتهت فيه المذبحة كان جميع سكان الشمال تقريبًا قد ماتوا، مختبئين بين الشماليين المتعاطفين أو في طريقهم إلى المنطقة الشرقية. قاد المذابح الجيش النيجيري وتكررت في مدن شمال نيجيريا. على الرغم من أن الكولونيل جوون كان يصدر ضمانات بالسلامة للنيجيريين الجنوبيين الذين يعيشون في الشمال، إلا أن نية جزء كبير من الجيش النيجيري في ذلك الوقت كانت إبادة جماعية كما كان الخطاب العنصري الشائع بين قبائل تيف وإيدوما والهوسا وغيرها من القبائل النيجيرية الشمالية. باستثناء عدد قليل من النيجيريين الشماليين (معظمهم من ضباط الجيش الذين لم يقتنعوا بأن الإجبو هم شريرون بالفطرة)، كان يُنظر إلى النيجيريين الجنوبيين والشرقيين بشكل عام في ذلك الوقت في شمال نيجيريا كما وصفها تشارلز كيل: «الإيغبو وأمثالهم ... الحشرات والأفاعي التي تطأ أقدامها ... الكلاب لتقتل».
ومع ذلك تم استهداف النيجيريين الشماليين أيضًا في شرق نيجيريا التي يهيمن عليها الإيغبو. تم ذبح الآلاف من الهوسا والتيف والقبائل الشمالية الأخرى على يد حشود الإغبو، مما أجبرهم على الهجرة الجماعية للشماليين من المنطقة الشرقية.
كان أحد العوامل التي أدت إلى العداء تجاه النيجيريين الجنوبيين بشكل عام والإغبو على وجه الخصوص محاولة نظام إيرونسي لإلغاء الأقلمة لصالح نظام حكم موحد والذي كان يعتبر مؤامرة لتأسيس سيطرة الإيغبو في الاتحاد. في 24 مايو 1966 أصدر أيرونسي مرسومًا موحدًا أدى إلى انفجار الهجمات ضد الإيغبو في شمال نيجيريا في 29 مايو 1966. وأجمعت الصحافة البريطانية على قناعتها في ذلك الوقت بأن عمليات القتل هذه في 29 مايو كانت منظمة وليست عفوية. كما كان يُنظر إلى نظام أيرونسي على أنه كان يفضل النيجيريين الجنوبيين في التعيين في المناصب الرئيسية في الحكومة، مما أدى إلى تصعيد التنافس بين الأعراق.
أدى فشل نظام إيرونسي في معاقبة متمردي الجيش المسؤولين عن انقلاب يناير 1966 إلى تفاقم الوضع. نفذت مذبحة مايو 1966 من قبل الغوغاء الهائجين بتواطؤ من الحكومة المحلية. من المعروف أيضًا أن الموقف غير المهني لبعض عناصر الصحافة الدولية قد زاد من التوتر الحالي. جيه دي إف جونز المراسل الدبلوماسي لصحيفة فاينانشيال تايمز كان قد توقع في 17 يناير 1966 بالفعل أن الشماليين ربما "بدأوا بالفعل في الانتقام لمقتل زعيمهم سرداونا في سوكوتو على عدد كبير من الإيغبو الذين يعيشون في الشمال"، وهو ما لم يفعلوه في ذلك الوقت. وقد تم انتقاد هذا باعتباره نبوءة غير مسؤولة وصحفي غير محترف ومحقق لذاته مما قد يدفع النخبة الشمالية إلى افتراض أن الفاينانشيال تايمز كانت بحوزتها معلومات لم يكونوا على علم بها، وأن العالم توقع من الشمال رد فعل. بهذه الطريقة تم تصميم التكتيكات اللاحقة من قبل النخب الشمالية لإثارة العنف مثل القصص الإخبارية الملفقة المقدمة إلى راديو كوتونو والتي نقلتها خدمة الهوسا في بي بي سي والتي توضح بالتفصيل الهجمات المبالغ فيها ضد الشماليين في الشرق، مما أدى إلى عمليات القتل الغاضبة للنيجيريين الشرقيين في 29 سبتمبر 1966.
وفقًا لتقارير الصحف البريطانية في ذلك الوقت قُتل حوالي 30 ألف إجبو في سبتمبر 1966، بينما قدرت تقديرات أكثر تحفظًا عدد الضحايا بين عشرة وثلاثين ألفًا في ذلك الشهر. استمرت موجة القتل هذه حتى أوائل أكتوبر ونفذها مدنيون في بعض الأحيان بمساعدة قوات الجيش واجتاحت الشمال بأكمله. وقد وُصِف بأنه أكثر الحوادث إيلامًا واستفزازًا والتي أدت إلى حرب نيجيريا - بيافرا.

### ما بعد المذبحة
أدت المذابح إلى حركة جماهيرية للإيغبو وغيرهم من النيجيريين الشرقيين في شرق نيجيريا (تشير التقديرات إلى أن أكثر من مليون إغبو عادوا إلى المنطقة الشرقية). وكان هذا أيضًا مقدمة لإعلان أوجوكو انفصال شرق نيجيريا عن الاتحاد باسم جمهورية بيافرا، والحرب الأهلية النيجيرية الناتجة (1967-1970)، والتي خسرتها بيافرا.